# Formica pergandei
Formica pergandei es una especie de hormiga del género Formica, familia Formicidae. Fue descrita científicamente por Emery en 1893.
Se distribuye por Canadá y los Estados Unidos. Se ha encontrado a elevaciones de hasta 2200 metros. Vive en microhábitats como rocas, piedras, vegetación baja, nidos y troncos.